# Cuora mccordi
Cuora mccordi är en sköldpaddsart som beskrevs av Carl Henry Ernst 1988. Arten ingår i släktet asksköldpaddor och familjen Geoemydidae. IUCN kategoriserar Cuora mccordi globalt som akut hotad. Arten är uppkallad efter den amerikanske herpetologen William P. McCord.
Cuora mccordi återfinns endast i den kinesiska provinsen Guangxi.